# Arendswijk
De Arendswijk is een naoorlogse woonwijk in Harelbeke ten westen van de stad, grotendeels gebouwd in de jaren 1950 en 1960.

## Arendsbeek

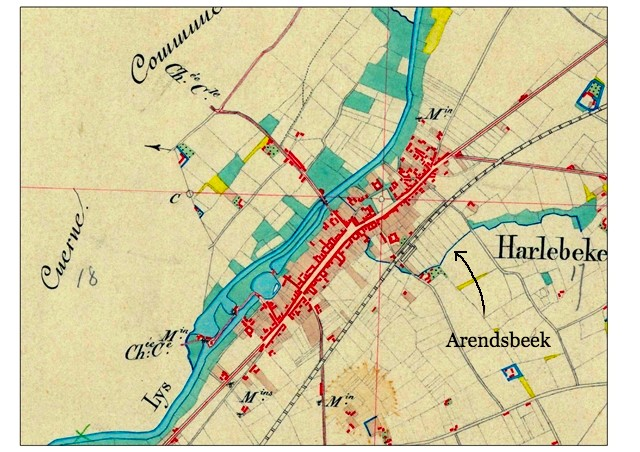
Vroegere loop van de Arendsbeek.

De Arendswijk dankt haar naam aan de lokale Arendsbeek. De beek werd doorheen de jaren gedempt en opgenomen in het het rioolstelsel, waar ze de afwatering naar de Leie verzorgt.

## Historie
De wijk is tot stand gekomen begin jaren '50 door de sociale huisvestingsmaatschappij 'Mijn Huis'. De regering nam na de oorlog een aantal beslissingen om de wederopbouw vlot te laten verlopen. Er werden premies gegeven voor de bouw van woningen en er kon tot 90% van de kostprijs geleend worden. In 1949 werd de wet Brunfaut gestemd: de aanleg van de infrastructuur voor sociale projecten werd gesubsidieerd. Nieuwe wijken ontstonden, met een groot aandeel sociale woningen. In enkele jaren werden in de Arendswijk maar liefst 426 sociale woningen in gebruik genomen. De kostprijs per woning varieerde tussen 180.000 & 200.000 frank. (rond €6 000 euro)
De woningen hadden alle ongeveer de zelfde indeling: gelijkvloers een voorplaats, eetplaats, keuken, sanitair en berging. Op de verdieping een badkamer en drie slaapkamers.
Tussen 2018 en 2022 is op de voormalige fabriek van Lano aan de Zuidstraat een woonwijk gebouwd.

## Scholen
Langs de Arendsstraat, bevindt zich de basisschool Ter Gavers (Gemeenschapsonderwijs). Op dezelfde campus bevinden zich eveneens een sporthal, een kinderdagverblijf en het Centrum voor Volwassenenonderwijs. Verder bevindt zich in de woonwijk ook de vrije basisschool De Vleugel langs de Koning Leopold III-laan. In de oude gebouwen van de vroegere gemeenteschool aan de Koning Leopold-III-laan is hedendaags ruimtes voor lokale verenigingen zoals de ateliers van de kunstacademie, de petanqueclub en vrijzinnig centrum De Geus.

## Bouwkundig erfgoed
|                      | Naam gebouw | Kerk van Onze-Lieve-Vrouwe Koningin, ook naar verluidt het 'Labruske' genoemd |
| Ligging              | Koningin Leopold III-laan |                                                                               |
| Naam opdrachtgever   | Zusters Augustinessen |                                                                               |
| Naam architect       | onbekend |                                                                               |
| Historiek            | - In 1956 bouwde de sociale woningmaatschappij 'Mijn Huis' de Kerk van Onze-Lieve-Vrouwe Koningin en vrije school De Vleugel. De kerk vormde het hart van de nieuwe Arendswijk. - In 2015 sloot de kerk zijn deuren en werd een onderdeel van de nabijgelegen school. |                                                                               |
| Huidige functie      | De kerkzaal dient voor polyvalent gebruik, voornamelijk als turnzaal |                                                                               |
| Gebruikte materialen | Oranje baksteen met plint van blauwgrijze baksteen |                                                                               |

## Activiteiten
- Rommelmarkt - 11/12 september